# Stadio Olimpico (Terrassa)
Lo stadio Olimpico di Terrassa (in spagnolo Estadio Olímpic de Terrassa) è un impianto sportivo situato nella città spagnola di Terrassa. È la sede delle partite della squadra di calcio del Terrassa FC.
Inaugurato nel 1960, lo stadio si compone di tre livelli e può contenere 11 500 persone e i due aggiuntivi.

## Storia
Lo stadio è stato inaugurato il 21 agosto del 1960 sotto progetto dell'architetto Pep Bonet. Lo stadio è stato costruito ed integrato in una zona sportiva a nord della città; nell'area è possibile trovare numerosi impianti sportivi (gestiti dal Nuoto Club Terrassa e dalla San Fernando Handball Club), quali piscine, campi sportivi oppure frontoni.
Nel 1991 l'intera area è stata ristrutturata, tra cui lo Stadio Olimpico, per celebrare il torneo di hockey su prato delle Olimpiadi di Barcellona, di cui Terrassa è stata sotto-sede olimpica ufficiale. Il campo di calcio è infatti diventato un campo di hockey su prato.
Dopo le Olimpiadi tornò tutto alla normalità: tuttavia la dépendance che è stata utilizzata per le gare è rimasta un campo di hockey ed è attualmente gestita dal Centro di High Performance di Sant Cugat. La formazione è stata inoltre trasformata in un campo da calcio standard, due campi da calcio a 7 e una piscina gestita dal Club Nuoto Terrassa. Lo stadio è comunque maggiormente utilizzato per gli incontri di calcio.
Dal 2023 è sede delle partite di casa della locale squadra di football americano Barcelona Dragons.